# ツーテンジャック
ツーテンジャックは、2-6人で遊ぶトランプを使用したゲームである。
トリックテイキングゲームに分類され、ルールにはマストフォロー・切り札などの要素を含む。
トリック自体ではなくトリックに出た札に点数が与えられるポイントトリックゲームである。ゲーム名の通り ツー(2)・テン(10)・ジャック(J) には高得（失）点が与えられる。

## 歴史
「ツーテンジャック」という名前は、いかにも西洋のゲームのように聞こえるが、実際には日本で考案されたゲームらしい。明治時代の文献には「点取り（占点とも書く）」という名前で、よく似た点数の体系を持ち（ただしマイナスの点はない）、山からカードを補充していくゲームが紹介されているので、これから発達したものであると思われる。世界遊戯法大全(1907)にはすでに「ツー・テン・ジャック」が見え、スペードAが-5点である以外は基本的に現在のものと同じルールになっている。
西洋にも、ブリスコラやシュナプセンに代表される、同様に山札から補充していくポイントトリックゲームがあるが、ツーテンジャックやその元になった「点取り」が、これらのゲームと関係があるのかどうかは不明である。

## 基本的なルール
切り札は回ごとにクラブ→ダイヤ→ハートの順に変わっていく。スペードは切り札にならない。
1. 手札を4枚ずつ配り、残りは裏向きの山札とする。
2. 1巡ずつカードを出し（マストフォロールール）、各巡で最も強いカードを出したプレイヤーがその巡に出たカードを獲得する。
3. 1巡ごとに全員がカードを1枚ずつ引く。
4. 最終的により高いポイントを獲得した人が勝者となる。

## トリック
トリックを獲得したプレイヤーが、そのトリックに含まれるカードの得失点を得る。
詳細はトリックテイキングゲームを参照のこと。
スペード A が最も強く、その下に一般的なトリックテイキングゲームと同様のトランプスート A, K, Q, J, 10, 9, 8, 7, 6, 5, 4, 3, 2, 台札スート A, K, Q, J, 10, 9, 8, 7, 6, 5, 4, 3, 2, その他と続く。

## ポイント
カードのポイントにはプラスとマイナスの2種類がある。スペードのカードはマイナスポイントである。プラスのカードのポイントを全部合計すると+55点、マイナスのカードを全部合計すると-55点となる。
| カードの種類                        | ポイント |
| ----------------------------------- | -------- |
| 切り札 2, 10, J                     | +10      |
| 切り札 Q, K, A                      | +5       |
| 切り札・スペード以外 10, J, Q, K, A | +1       |
| スペード A                          | -15      |
| スペード 2, 10, J                   | -10      |
| スペード Q, K                       | -5       |

## バリエーション
統一されたルールは存在せず、以下のようなバリエーションがある:
- 最初のオープニングリードに切り札とスペードの札は出せず、それらの札しか出せない場合は裏向きに出す。
- スペードの 2, 10, J, Q, K, A を1人で全部集めるとプラス55点になり、逆にプラスの札を全部集めるとマイナス55点になる。
- 山札は最初の1枚のみ裏返し、あとは表を向ける。
- 切り札はハート（あるいはクラブ）に固定する。
- ハートが最も強く、スペードが次に強いとする。
- マストフォローに加えて、自分の前のプレイヤーが出したカードより強いカードを持っていれば出さなければならないとする。
- 日本式ナポレオンにしばしば含まれるその他の役札: ジョーカー・セイム2・正J・裏J など。
- スペードのAを常に出せるとする。
- 人数で割り切れるように切り札とスペード以外のスートの下位の札を最初に取り除く。
- セーム2が有効なのは、オープニングリードで2を出した時だけとするものもある。
- 山札を設けず、最初にカードを全て配るものもある。これだと、上手なプレーヤーは戦略を練りやすい。
- 人数で割り切れるように、スペードと切り札以外のスートの2や3などの札を最初に取り除く。
- ジョーカーはオープニングリードで出すと切り札を請求出来る。この時にはスペードのエースも負ける（ただし切り札が手持ちに無い場合に限る）。
- 切り札の3をオープニングリードに出すとジョーカーを請求出来る（ジョーカーを持っている者は必ず出さなければならないが、強さは一般的なルールに従うので、上位の切り札あるいはスペードのエースを出すものが勝つ）。